# 至尚生活
《至尚生活》（英語：Dolce Vita）是電視廣播有限公司的英語生活資訊雜誌式節目，於明珠台、J2及無綫財經 體育 資訊台播出，節目由郭田葰（Marcus Kwok）、蘇頌輝（Desmond So）、邵珮詩（Veronica Shiu）、黃碧蓮（Linna Huynh）主持，到2017年，節目新加入魏芝（Joyce Ngai）、黃庭鋒（Telford Wong）及鍾君揚（Freeyon Chung）四位主持，2018年加入新主持鄧以婷（Irina Tang），2019年更加入新主持李偉霆（Sean Li）。2020年加入陳貝兒（Janis Chan）、陳約臨（Kelly Chan）及黃耀英（Darren Wong）成為主持。2021年加入麥大力（Derek Alan）、盛勁為（Keith Shing) 成為主持。2022年加入胡㻗（Fei Wu）及廖倬竩（Ivy Liu）成為主持。
2009年2月7日起，高清翡翠台（該台已於2016年2月22日改名為J5，後於2017年8月15日改名為無綫財經台，再於2018年1月20日改名為無綫財經·資訊台，再於2022年9月5日改名為無綫財經 體育 資訊台）播出《港生活·港享受》的粵語版本，中文名稱曾為《明珠生活》，但由2018年1月6日開始沿用《港生活·港享受》這個名稱。粵語版本的英文名稱和明珠台一樣，但在名稱後面加上年份。
2023年3月22日起，此節目改版，中文名稱改名為《至尚生活》，粵語版本於J2及無綫財經 體育 資訊台播出。

## 記事
2014年7月24日，岑杏賢及徐肇平加入主持行列，2015年5月加入邵珮詩、何艷娟及陳浚霆。2016年3月17日，麥明詩加入成為主持，2016年7月14日加入黃碧蓮。2017年1月5日加入陳雅思及魏芝，同年年中再加入黃庭鋒及鍾君揚主持。2018年加入鄧以婷主持。
2019年7月4日，李偉霆加入成為新主持，2020年7月2日又加入陳貝兒、陳約臨及黃耀英三位新主持。2021年2月3日和4月8日，麥大力及盛勁為分別加入主持。2021年6月17日，黃婉恩加入主持。2022年1月20日和27日，加入林慧君、陳熙蕊、徐肇平及廖倬竩四位新主持。

## 曾擔任節目主持
| - 陳茵媺（英語：Aimee Chan，離開無綫電視） - 陳冠豪 - 陳曉樺 - 陳思圻（陳偉琪）（英語：Vicky Chan，轉往劇組，其後離開無綫電視） - 曹敏莉（英語：Mandy Cho，離開無綫電視） - 張麗雅 - 何艷娟（英語：Katherine Ho，與無綫結束合約） - 熊穎詩（英語：Mizuni Hung，離開無綫電視） - 盧靖姍（英語：Celina Jade） - 李璧琦（英語：Becky Lee，離開無綫電視） - 李雪瑩（英語：Crystal Li，離開無綫電視） - 李浩林（英語：Derek Li） - 羅孝勇（英語：Sheldon Lo，離開無綫電視） - 麥明詩（英語：Louisa Mak，轉往劇組） - 拉妮·桑坦尼（英語：Rani Samtani，轉往無綫新聞） - Ana R.（英語：Ana Rivera） - 岑麗香（英語：Eliza Sam，轉入手工藝創作） - Lisa S.（英語：Lisa Selesner） - 岑杏賢（英語：Jennifer Shum） - 蕭鴻燊（） - 譚嘉儀（英語：Kayee Tam，轉往勁歌金曲及劇組） - 鄧上文（英語：Shermon Tang，其後離開無綫電視及淡出娛圈） | - 湯盈盈（英語：Angela Tong） - 杜君慧（Vaneese Toses） - 溫家恆（英語：Vincent Wan，離開無綫電視） - 黃子雄（英語：Geoffrey Wong，轉往劇組） - 黃心穎（英語：Jacqueline Wong，先轉往劇組，其後淡出娛圈） - 余天欣 - 尹子維（英語：Terence Yin） - 楊婉儀（英語：Winnie Young，離開無綫電視） - 楊洛婷（英語：Rabeea Yeung，離開無綫電視） - 何基佑（英語：Kay Ho，離開無綫電視） - 梁麗翹（英語：Nicole Leung） - 黃婉恩（英語：Yancy Wong） - 陳智燊（英語：Jason Chan，離開無綫電視） - 宋熙年（英語：Sarah Song，離開無綫電視） - 張曦雯（英語：Kelly Cheung，轉往劇組） - 陳雅思（英語：Bonnie Chan，離開無綫電視） - 鍾君揚（離開無綫電視） - 鄧以婷 |

## 環節／特輯
- 本週精選（英語：Dolce Vita's Choice）
- 聖誕特輯（英語：Dolce Vita Christmas Special）

## 明珠生活／港生活·港享受／至尚生活（粵語版）
2008年9月15日、10月1日及2009年1月1日，高清翡翠台播放一小時版《明珠生活》，為本節目長期播放作出預備。
2009年2月7日起，高清翡翠台逢星期六正式播放粵語版本的《港生活．港享受》，節目長度與《港生活．港享受》看齊，同為約25分鐘，但中文名稱則改為《明珠生活》，而英文名稱則依照明珠台，同為Dolce Vita（另註明播映年份）。節目名稱《明珠生活》，指的是明珠台所製作的一檔生活資訊節目，同時也可指這節目所介紹的生活都像明珠般璀璨奪目。節目內容為明珠台上星期四《港生活．港享受》播出的內容。
播放初期，部分輯錄自《港生活．港享受》的英語內容由無綫配音員或原主持配以粵語播出；2009年後期起，節目大部分內容均重新以主持粵語原聲攝製。但與《港生活．港享受》不同，《明珠生活》並不設myTV SUPER（前身myTV）重溫，但會於myTV SUPER（前身myTV）中的J5（前身高清翡翠台）直播頻道直播。
2009年10月3日起，節目改以高清製作。2011年8月27日起，高清翡翠台《明珠生活》改為緊貼播出明珠台本星期四《港生活．港享受》的內容。2016年2月27日起，因應高清翡翠台改為J5，《明珠生活》改為逢星期六晚上播出。
2017年7月8日起，J5《明珠生活》可以在myTV SUPER提供7天重溫。同年8月20日（2017年8月19日）起，因應J5改為無綫財經台，《明珠生活》改為逢星期日（星期六）深夜播出。同年9月30日起，無綫財經台逢星期日（星期六）深夜播出的《明珠生活》改由逢星期六晚上播出。
2018年1月6日起，無綫財經台的《明珠生活》改稱《港生活．港享受》，則與明珠台的《港生活．港享受》看齊，而本節目全面更換為新片頭，但播放安排不變並延續至無綫財經·資訊台 (於2018年1月20日正名)。
2018年11月10日起，因應無綫財經·資訊台重播《體育新世界》以及《新聞透視》改為本時段播映關係，《港生活．港享受》改為逢星期日（星期六）深夜播出。2019年6月15日起，再次改為晚上播出。
2021年7月31日至8月14日，因應無綫財經·資訊台23:00-00:00播映劇集《山海情》關係，《港生活．港享受》改為下午16:30-17:00播出，重播時間不變。
2021年9月11日至10月9日，因應無綫財經·資訊台23:00-00:00播映劇集《跨過鴨綠江》關係，《港生活．港享受》改為下午16:30-17:00播出，重播時間不變。
2022年1月15日起，所有主持人全部以英語原聲播出，只有旁白改用粵語配音播出，旁白為潘文柏，而本節目全面更換為新片頭。
2022年9月11日起，因應無綫財經·資訊台改名無綫財經 體育 資訊台，而且播放賽馬的關係，《港生活．港享受》改為逢星期日（星期六）深夜播出，重播時間不變。
2023年3月22日起，《港生活．港享受》改名為《至尚生活》，粵語版除了無綫財經 體育 資訊台播出之外，並於前一天於J2播映，所有主持人全部不再只以英語原聲播出。
2023年12月29日，本節目播出最後一集，因此已播出了17年。

## 播映時間

### 明珠台
- 首播：星期四21:00-21:30
- 重播：星期五00:45-01:10（如當日因播放《Racing to Win（賽馬預測）》，重播時間則會改為01:30-01:55）、星期六11:00-11:25（如當日明珠台有其他節目播映，則會暫停播映或於其他時段播放）、星期日《晚間新聞》後（此時段或會因明珠台所播放電影之長度而有所調整）（如當日因播放《Racing to Win（賽馬預測）》，重播時間則會有所調整）、星期二00:45-01:10（如當日因播放《Racing to Win（賽馬預測）》，重播時間則會改為01:30-01:55）

### J2
- 首播：星期六22:30-23:00
- 重播：星期三09:00-09:30
- 重播：星期六15:00-15:30

### 無綫財經 體育 資訊台
- 首播：星期日00:30-01:00
- 重播：星期日09:30-10:00

## PS港生活·港享受
《PS港生活·港享受》（英語：Dolce Vita p.s.）為輯錄《港生活．港享受》精華內容的小節目，2011年9月20日至2013年12月31日期間逢星期二、三於明珠台《財經速遞》前播放。

## 舊節目片頭

英文節目舊片頭
中文節目舊片頭

## 外部連結
- 英語版 - 港生活·港享受 （页面存档备份，存于）
- 粵語版 - 港生活．港享受：2009 （页面存档备份，存于）、2010 （页面存档备份，存于）、2011 （页面存档备份，存于）、2012 （页面存档备份，存于）、2013 （页面存档备份，存于）、2014 （页面存档备份，存于）、2015 （页面存档备份，存于）、2016 （页面存档备份，存于）、2017 （页面存档备份，存于）、2018、2019、2020、2021、2022、2023 （页面存档备份，存于）
- 英語版 - 至尚生活
- 粵語版 - 至尚生活